# Paul Wichmann (Maler)
Paul Wilhelm Gustav Ludwig Wichmann (* 19. Oktober 1846 in Demmin, Vorpommern; † 10. April 1904 in Köln) war ein deutscher Maler der Düsseldorfer Schule.

## Leben

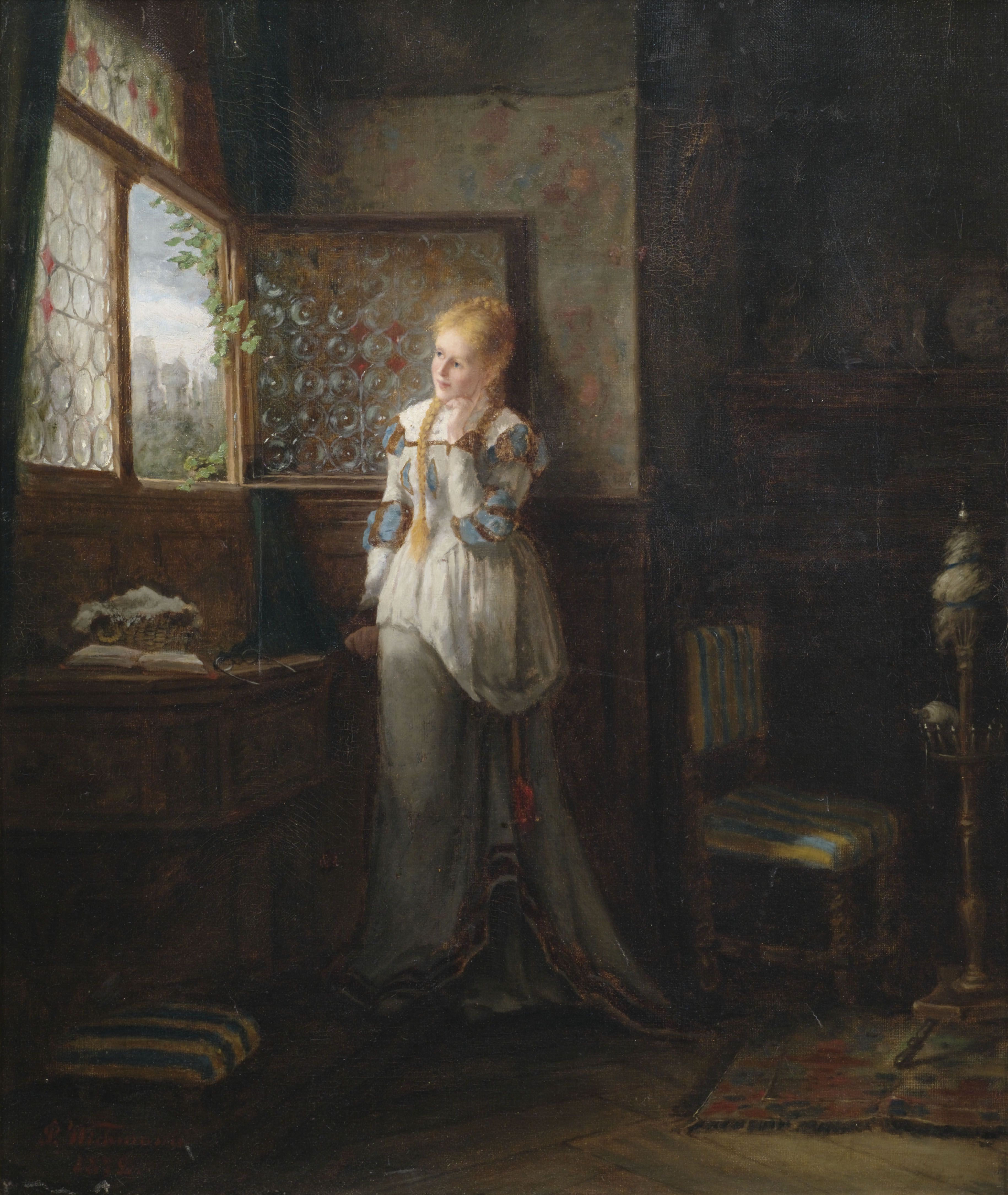
Mädchen in Erwartung, 1872

Wichmann studierte Malerei an der Kunstakademie Düsseldorf. Dort waren in den Jahren 1863 bis 1866 Andreas und Karl Müller sowie Karl Ferdinand Sohn seine Lehrer. 1869 gehörte er zu 38 oppositionellen Schülern, die in einem Brief, der am 23. Juni 1869 dem preußischen Kultusminister überreicht wurde, gegen die Ernennung des preußischen Malers Hermann Wislicenus zum Professor der Düsseldorfer Akademie protestierten.
Wichmann malte Landschaften und Genrebilder. Bekannt war er hauptsächlich durch seine zahlreichen Porträts. 1902 wurde z. B. im Kölnischen Kunstverein sein Porträt des im selben Jahr verstorbenen Gartenarchitekten Adolf Kowallek gezeigt.
Wichmann starb 1904 in Köln im Alter von 57 Jahren. Er war verheiratet mit Henriette Magdalena Wichmann geb. Zimmermann.